# Стоочковый матч Уилта Чемберлена
Матч между командами Национальной баскетбольной ассоциации (НБА) «Нью-Йорк Никс» (гости) и «Филадельфия Уорриорз» (хозяева), состоявшийся 2 марта 1962 года и завершившийся победой хозяев со счётом 169—147, общепризнанно считается одним из величайших в истории лиги благодаря тому, что в нём было побито сразу несколько рекордов. На двоих команды набрали 316 очков, что стало абсолютным рекордом НБА для того времени, а игрок «Уорриорз» Уилт Чемберлен набрал за игру рекордные 100 очков и сделал 25 подборов. Кроме того, Чемберлен в этом матче установил пять рекордов НБА, четыре из которых до сих пор не побиты.

## Предыстория
К сезону 1961/62 центровой «Уорриорз» Уилт Чемберлен уже дважды становился самым результативным игроком НБА и установил ряд рекордов ассоциации. За три сезона в НБА он в 15 играх набирал более 60 очков, а 8 декабря 1961 года в игре с тремя овертаймами против «Лос-Анджелес Лейкерс» Чемберлен записал на свой счёт 78 очков, побив рекорд результативности НБА — 71 очко, который принадлежал Элджину Бэйлору. После игры Бэйлору задали вопрос, переживает ли он из-за того, что у Чемберлена были дополнительные 15 минут, чтобы побить его рекорд. Нападающий «Лейкерс» ответил, что это его совсем не волнует, потому что «однажды этот парень наберёт 100 очков».
Через три месяца состоялся поединок между «Уорриорз» и «Никс». Этот матч не вызывал особого ажиотажа, так как проходил в конце сезона и не влиял на итоговое расположение команд. Вечер и ночь накануне игры Чемберлен провёл, развлекаясь со своей подругой. В шесть утра, не выспавшись и с лёгким похмельем, он вышел из её дома в Куинсе и сел на восьмичасовой поезд в Филадельфию, встретив несколько товарищей на вокзале, он пообедал вместе с ними, почти опоздав на командный автобус в Херши. Остальные игроки команды также выглядели уставшими. Игрок «Уорриорз» Йорк Лариз сказал: «Самым острым ощущением в моей жизни было видеть это. Не было ничего захватывающего в игре против „Никс“ в Херши. Шоколад и то более захватывающий».

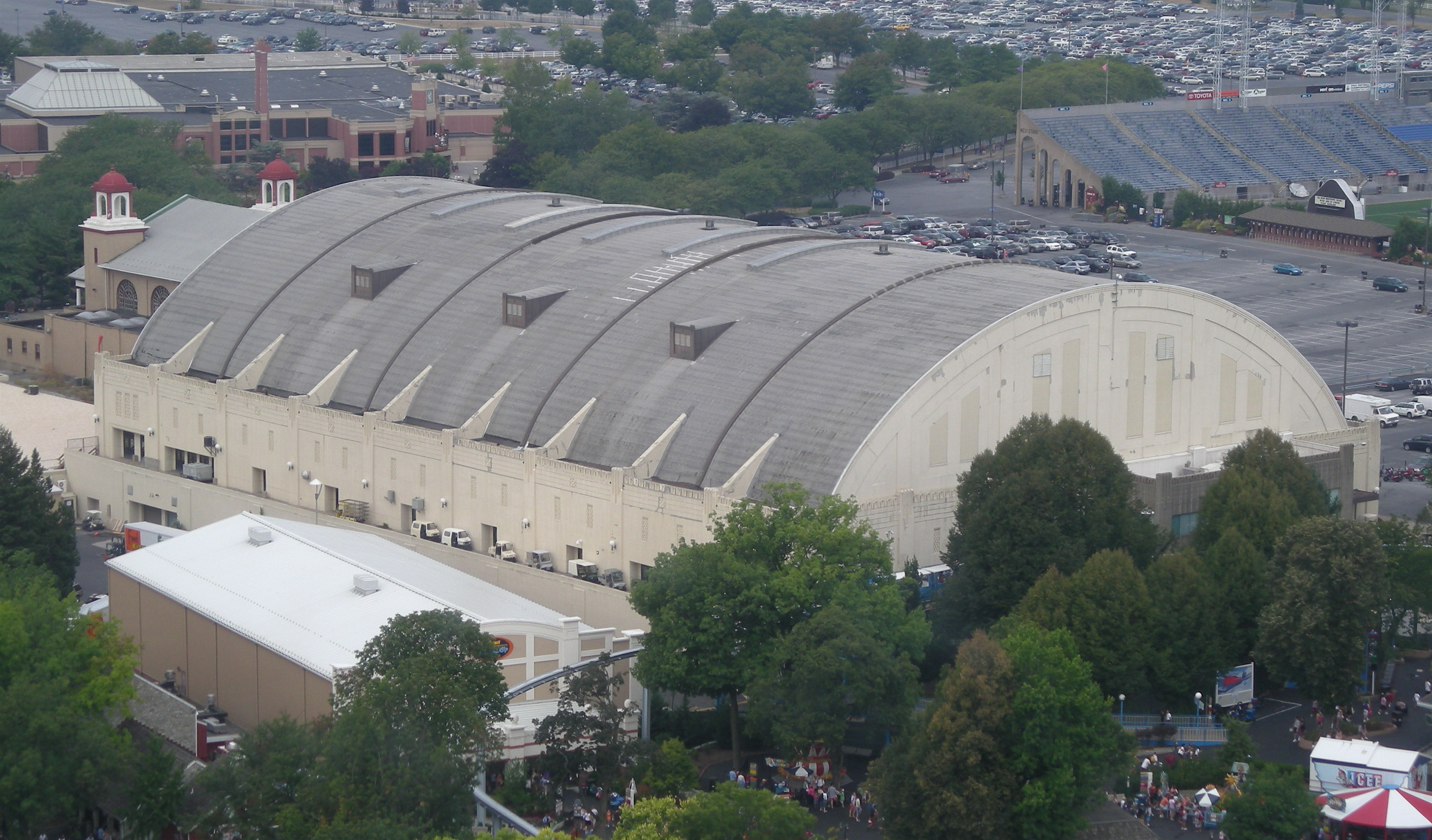
Место проведения матча «Хершипарк-арена»

Том Мешери — одноклубник по команде Уилта, так прокомментировал «Хершипарк-арену»: «Владелец „Уорриорз“ и местный промоутер заключили сделку: они сняли бесплатно спортзал для наших тренировок, а мы должны были сыграть три матча регулярного сезона у них в глуши… городок Херши был построен вокруг шоколадной фабрики, и там все насквозь пропахло шоколадом. Находиться в закрытом помещении вообще было невозможно, становилось дурно. Только и мечтал поскорее унести оттуда ноги.».
В холодную дождливую пятницу лишь 4124 человека заплатили, чтобы посмотреть игру вживую. Желающих увидеть игру НБА оказалось не намного больше, чем зрителей, пришедших посмотреть выставочный баскетбольный матч местной футбольной команды «Филадельфия Иглз» против «Балтимор Кольтс», проходивший перед стартом игры. На матч не приехали ни телевидение, ни нью-йоркская пресса, а в зале присутствовало всего два фотокорреспондента, один из которых ушёл уже после первой четверти, а второй за всю игру сделал всего несколько фотографий. «Нью-Йорк Никс» были сильно ослаблены отсутствием стартового центрового Фила Джордана, который не смог принять участие в матче из-за травмы. В результате, против Уилта Чемберлена вышел неопытный запасной центровой Даррелл Имхофф.

## События во время игры

### Первые 42 минуты

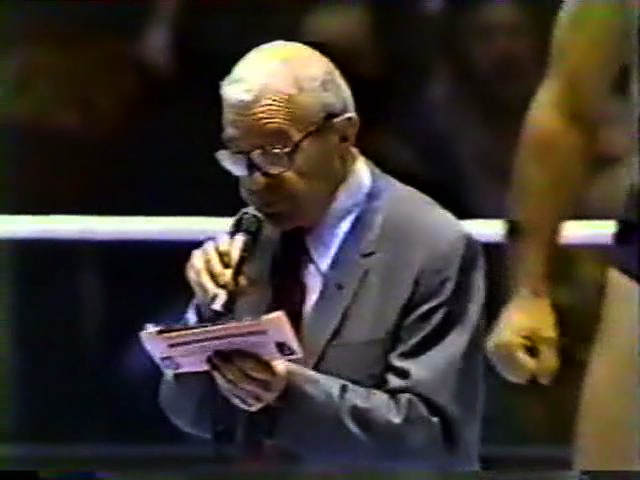
Дэйв Зинкоф был комментатором той игры

В начале игры доминировали «Уорриорз». Уже после нескольких минут они вели со счетом 19-3, а их стартовый центровой набрал 13 очков. В конце первой четверти «Никс» проигрывали 42-26, а Чемберлен к тому времени набрал 23 очка, включая 9 из 9 штрафных бросков. Его визави Имхофф уже через 20 минут после начала игры был посажен на скамейку запасных из-за перебора персональных фолов. К середине игры «Уорриорз» потеряли часть своего преимущества, но по-прежнему вели в счете 79-68. После первой половины матча Чемберлен имел на своём счету 41 очко. Однако, так как он уже набирал 60 и более очков за игру 15 раз, никто в его команде не считал такую результативность чем-то необычным. «Я часто возвращаюсь в раздевалку, набрав 30 или 35 очков, поэтому 41 очко — это не так уж и много» — позже объяснял Чемберлен.
В перерыве Гай Роджерс предложил как можно чаще пасовать на Уилта, чтобы посмотреть, сколько он сможет набрать очков. Тренеру «Уорриорз» Френку Магвайр понравилось это предложение и он дал задание своим подопечным пасовать Чемберлену. Эта простая тактика принесла успех. Вскоре Уилт перешагнул 50-очковый барьер, заставив комментатора игры Дэйва Зинкофа взбодрить скучающих зрителей. Уилт сохранял спокойствие несмотря на тройную, а иногда и четверную опеку игроков «Никс», которые не стеснялись фолить на нём. Магвайр сердился и требовал, чтобы судья судил строже и чаще наказывал фолами соперника, но Чемберлена было не остановить. Он набрал ещё 28 очков, увеличив отрыв «Уорриорз» до 125—106 к концу третьей четверти. К тому времени на его личном счету было 69 очков — 9-й результат в карьере. Центровой «Никс» Дэйв Бадд, который заменил удалённого с площадки Имхоффа, после игры сказал, что сопротивление было бесполезным. Даррелл Имхофф также отмечал после игры: «Он как будто пролетал через кольцо с мячом. И даже когда мы впятером объединялись против него, это не помогало». Вначале Чемберлен подумал, что сможет побить рекорд по количеству сделанных штрафных бросков, но к концу третьей четверти понял, что сможет побить свой рекорд в 73 очка (за 48 минутную игру) или свой рекорд в 78 очков, установленные в игре с тремя овертаймами.
В четвёртой четверти, за 7 минут и 51 секунду до окончания матча, Чемберлен набрал 79-е очко, побив тем самым свой рекорд. 4124 зрителя кричали «Отдай его Уилту! Отдай его Уилту!» и партнёры по команде отдавали передачи на Чемберлена в каждой атаке. Игрок «Уорриорз» Эл Эттлс позже объяснял: «Мы хотели, чтобы Уилт побил рекорд, потому что мы все любили его». Один из игроков «Уорриорз», Гай Роджерс, закончил игру с 20 передачами, большинство из которых он сделал на Уилта.

### Последние минуты
По свидетельствам очевидцев, концовка игры превратилась в фарс. «Никс», опасаясь быть униженными тем, что могут позволить Чемберлену набрать 100 очков, начали фолить на всех игроках «Уорриорз» кроме Уилта, чтобы те бросали штрафные броски и мяч не попадал в руки центрового «Филадельфии». По сути, они играли в противоположность тому, что обычно делают клубы, когда проигрывают. И вместо того, чтобы попытаться догнать соперника, дали ему возможность набрать много лёгких очков. Тренер «Уорриорз» выпустил на площадку своих запасных игроков, которым также сделал установку, фолить на игроках «Никс», чтобы мяч после штрафных бросков оставался у команды и они смогли бы передать его Уилту. Таким образом последние минуты игры команды провели, фоля друг на друге.
Мнения относительно такой тактики разделились. Форвард «Уорриорз» Том Мешери сказал: «Соперник не хотел стать частью истории. На последних минутах тренер сказал им фолить на любом, у кого будет мяч, кроме Чемберлена. Поэтому нам приходилось вкидывать мяч из-за боковой линии через всё поле, чтобы мяч попал Уилту». Однако игрок «Никс» Ричи Герин, забивший в той игре 39 очков, переложил всю вину на игроков «Уорриорз», пожаловавшись, что « „Уорриорз“ использовали любые средства (то есть тактику фолов), чтобы передать мяч Чемберлену. Это не имело ничего общего с баскетболом». В любом случае, «Уорриорз» закончили игру с 25 персональными фолами, а игроки «Никс» набрали 32, включая шесть фолов Имхоффа, из-за которых он был вынужден покинуть площадку.
Чемберлен позже отмечал, что чувствовал себя неловко из-за того, как проходила игра на последних минутах. Он никак не прокомментировал тактику фолов, которую использовали команды, но отметил, что он чрезмерно увлёкся бросками в кольцо в попытке набрать 100 очков и иногда делал броски даже тогда, когда понимал, что точно не забьёт. Он отметил, что в его лучших играх, когда он набирал от 50 до 60 очков, процент реализации составлял около 75 % в отличие от 57 % в 100 очковой игре. Несмотря на похвалы в адрес Чемберлена, Герин отметил, что если бы игра проходила как обычно, то Уилт бы набрал на 15 или 20 очков меньше ста.
За 2 минуты 45 секунд до конца игры Чемберлен набрал 94 очка. После чего он выполнил удачный бросок в прыжке и точный бросок из под кольца, таким образом, набрав 98 очков менее чем за 1 минуту до конца игры. Во время следующего розыгрыша мяча «Уорриорз», Раклик сделал пас на Гая Роджерса, который отпасовал на Чемберлена, стоящего под кольцом. Уилт промахнулся, однако мяч подобрал Лакенбилл и опять отдал передачу Чемберлену, но тот снова промахнулся. Лакенбилл снова был первым на подборе и вместо того, чтобы забить лёгкий мяч из под кольца отдал передачу на Раклика, который перепасовал его на Чемберлена. За 46 секунд до конца игры Уилт, свободный от опеки игроков «Никс», забил мяч сверху, набрав сотое очко в игре. Показания очевидцев различаются в том, как именно Уилт забил сотое очко. Некоторые говорят, что он мягко положил мяч в кольцо, другие же, что это был бросок сверху. После этого удачного броска, около 200 болельщиков выбежало на площадку, чтобы поздравить героя этого вечера. Раклик сразу же побежал к судейскому столику, чтобы убедиться в том, записан ли он официально, как автор результативной передачи.

### Конец матча
Некоторые источники утверждают, что после того, как Чемберлен набрал сотое очко игра больше не возобновлялась, и оставшиеся 46 секунд так и остались недоигранными. Такое же утверждение приписывают и Чемберлену, однако есть и противоположные свидетельства. Хотя видеозаписей этой игры не существует, сохранилась запись радиотрансляции в которой диктор Билл Кэмпбелл возобновляет свой комментарий игры после того, как Чемберлен набрал 100 очко и доводит игру до своего завершения. Немецкий спортивный журналист Гюнтер Борк утверждает, что игра была прервана на 9 минут, после чего была продолжена. В официальном протоколе игры отмечено, что игрок «Уорриорз» Джо Раклик промахнулся дважды со штрафной линии после паузы.
Много лет спустя, Харви Поллак, который в то время вёл статистику «Уорриорз», дал противоречивые сведения по этому вопросу. В книге, выпущенной в 1992 году, дважды цитируются его слова, в которых он утверждает, что игра закончилась за 46 секунд до конца. Но в интервью 2002 года, которое брал библиограф Чемберлена Роберт Черри, Поллак сказал, что последние 46 секунд были сыграны и что Чемберлен просто стоял в центральном круге, ожидая конца игры и не желая касаться мяча, так как «100 звучит лучше, чем 102».

## Результат матча

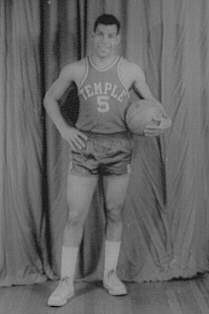
Партнёр Чемберлена по команде Гай Роджерс завершил игру с 20 передачами

Игра окончилась победой «Уорриорз» со счётом 169—147. Чемберлен сделал 36 точных двухочковых бросков из 63 попыток и реализовал 28 штрафных бросков из 32. В той игре он не сделал ни одного трёхочкового броска, так как НБА ввела их только в сезоне 1979/80. Чемберлен установил рекорды НБА по количеству двухочковых бросков за игру (63) и точных попаданий с игры (36), точных попаданий со штрафной линии (28), количеству очков, набранных в одной четверти (31) и за половину игры (59). Впервые один из его рекордов побил Дэвид Томпсон, который набрал 32 очка в первой четверти, а в конце игры на его счету было 73 очка. Однако, уже спустя 7 часов это достижение было побито Джорджем Гервином, который набрал 33 очка в одной четверти. 4 января 1984 года Эдриан Дэнтли повторил рекорд Чемберлена, он сделал 28 точных штрафных бросков. Остальные рекорды на конец сезона 2013/14 остаются не побитыми.
Эта игра также стала одной из лучших для двух других игроков «Уорриорз»: Гая Роджерса и Эла Эттлса. Роджерс завершил игру с 20 результативными передачами и позже прокомментировал это достижение: «Это была самая лёгкая для меня игра в набирании передач. Всё, что от меня требовалось это пасовать на Уилта». Эттлс же специализировался на игре в защите и редко набирал очки, но в этой игре он попал все 8 выполненных бросков с игры и забил свой единственный штрафной бросок. Позже он отметил: «В игре, где я просто не мог промахнуться, Уилт был обязан набрать 100 очков».
Обе команды вместе набрали 316 очков, установив рекорд НБА, который был побит только спустя 20 лет. 6 марта 1982 года в игре с тремя овертаймами «Сан-Антонио Спёрс» и «Милуоки Бакс» на двоих набрали 337 очков, закончив матч со счётом 171—166. Этот рекорд был побит 13 декабря 1983 года, когда в игре с тремя овертаймами «Детройт Пистонс» победили «Денвер Наггетс» со счётом 186—184, набрав на двоих 370 очков.
На следующий вечер Чемберлен возвращался обратно в Нью-Йорк с тремя игроками «Никс». Согласно Черри, Чемберлен уже засыпал, когда услышал слова игроков из Нью-Йорка: «Сукин сын, который набрал 100 очков против нас». Уже на следующий вечер «Уорриорз» опять встретились с «Никс» на арене «Мэдисон-сквер-гардена». На этот раз Имхофф отыграл все 48 минут и был удостоен оваций от местной публики за то, что позволил набрать Чемберлену «всего» 54 очка.
| 2 марта 1962 |                            | Филадельфия Уорриорз | 169 — 147     | Нью-Йорк Никс | Хершипарк-арена, Херши, Пенсильвания Зрителей: 4124 Судьи: Вилли Смит, Пит Д'амбросио |
| 2 марта 1962 | 42–26, 37–42, 46–38, 44–41 |                      |               |               | Хершипарк-арена, Херши, Пенсильвания Зрителей: 4124 Судьи: Вилли Смит, Пит Д'амбросио |
| 2 марта 1962 | Уилт Чемберлен 100         | Очки                 | Ричи Герин 39 |               | Хершипарк-арена, Херши, Пенсильвания Зрителей: 4124 Судьи: Вилли Смит, Пит Д'амбросио |
| 2 марта 1962 | Уилт Чемберлен 25          | Подборы              | Дэйв Бадд 10  |               | Хершипарк-арена, Херши, Пенсильвания Зрителей: 4124 Судьи: Вилли Смит, Пит Д'амбросио |
| 2 марта 1962 | Гай Роджерс 20             | Передачи             | Ричи Герин 6  |               | Хершипарк-арена, Херши, Пенсильвания Зрителей: 4124 Судьи: Вилли Смит, Пит Д'амбросио |

| Игрок              | Поз.               | Мин                | FG                 | FGA                | FT                 | ҒТА                | TRB | AST | PF | Очки |
| Пол Аризин         | ЛФ                 | 31                 | 7                  | 18                 | 2                  | 2                  | 5   | 4   | 0  | 16   |
| Том Мешери         | ТФ                 | 40                 | 7                  | 12                 | 2                  | 2                  | 7   | 3   | 4  | 16   |
| Уилт Чемберлен     | Ц                  | 48                 | 36                 | 63                 | 28                 | 32                 | 25  | 2   | 2  | 100  |
| Гай Роджерс        | РЗ                 | 48                 | 1                  | 4                  | 9                  | 12                 | 7   | 20  | 5  | 11   |
| Эл Эттлс           | АЗ                 | 34                 | 8                  | 8                  | 1                  | 1                  | 5   | 6   | 4  | 17   |
| Йорк Лариз         | АЗ                 | 14                 | 4                  | 5                  | 1                  | 1                  | 1   | 2   | 5  | 9    |
| Эд Конлин          | Ф                  | 14                 | 0                  | 4                  | 0                  | 0                  | 4   | 1   | 1  | 0    |
| Джо Раклик         | Ф                  | 8                  | 0                  | 1                  | 0                  | 2                  | 2   | 1   | 2  | 0    |
| Тед Лакенбил       | Ф                  | 3                  | 0                  | 0                  | 0                  | 0                  | 1   | 0   | 2  | 0    |
| Командных подборов | Командных подборов | Командных подборов | Командных подборов | Командных подборов | Командных подборов | Командных подборов | 3   |     |    |      |
| Всего              | Всего              | 240                | 63                 | 115                | 43                 | 52                 | 60  | 39  | 25 | 169  |

| Игрок              | Поз.               | Мин                | FG                 | FGA                | FT                 | ҒТА                | TRB | AST | PF | Очки |
| Уилли Ноуллс       | ТФ                 | 43                 | 9                  | 22                 | 13                 | 15                 | 7   | 2   | 5  | 31   |
| Джонни Грин        | ЛФ                 | 21                 | 3                  | 7                  | 0                  | 0                  | 7   | 1   | 5  | 6    |
| Даррелл Имхофф     | Ц                  | 20                 | 3                  | 7                  | 1                  | 1                  | 6   | 0   | 6  | 7    |
| Ричи Герин         | АФ                 | 46                 | 13                 | 29                 | 13                 | 17                 | 8   | 6   | 5  | 39   |
| Эл Батлер          | РЗ                 | 32                 | 4                  | 13                 | 0                  | 0                  | 7   | 3   | 1  | 8    |
| Кливленд Бакнер    | ЛФ                 | 33                 | 16                 | 26                 | 1                  | 1                  | 8   | 0   | 4  | 33   |
| Дэйв Бадд          | Ц                  | 27                 | 6                  | 8                  | 1                  | 1                  | 10  | 1   | 1  | 13   |
| Донни Батчер       | РЗ                 | 18                 | 3                  | 6                  | 4                  | 6                  | 3   | 4   | 5  | 10   |
| Командных подборов | Командных подборов | Командных подборов | Командных подборов | Командных подборов | Командных подборов | Командных подборов | 4   |     |    |      |
| Всего              | Всего              | 240                | 57                 | 118                | 33                 | 41                 | 60  | 17  | 32 | 147  |

- по данным[7]

### Статистика Уилта Чемберлена по четвертям
| Четверть | Мин | FG | FGA | FT | ҒТА | TRB | AST | PF | Очки |
| 1        | 12  | 7  | 14  | 9  | 9   | 10  | 0   | 0  | 23   |
| 2        | 12  | 7  | 12  | 4  | 5   | 4   | 1   | 1  | 18   |
| 3        | 12  | 10 | 16  | 8  | 8   | 6   | 1   | 0  | 28   |
| 4        | 12  | 12 | 21  | 7  | 10  | 5   | 0   | 1  | 31   |

## Наследие
Первоначально 100 очковой игре Чемберлена было уделено мало внимания, хотя информация об этом достижении попала в заголовки некоторых газет. Это объясняется тем, что Чемберлен в то время был самым результативным игроком и многие восприняли его достижение как должное. После предыдущего рекорда Чемберлена — 78 очков — считалось всего лишь вопросом времени, когда он достигнет отметки в 100 очков. Тренер «Уорриорз» Фрэнк Макгир первоначально думал так же: «Я всегда думал, что это неизбежно, что он сделает это. Но когда он сделал это, я остановился и подумал об этом. Я не мог поверить в это».
Со временем игра стала легендарной. Несмотря на то, что Чемберлен выиграл два чемпионских титула и был лидером НБА по количеству набранных очков и подборов во время своего завершения карьеры, в основном его вспоминают как человека, набравшего 100 очков в одной игре. По информации от директора «Уорриорз» по общественным связям Харви Поллака, более 40 тыс. человек утверждает, что видели эту игру вживую, а некоторые даже утверждают, что она проходила в «Медисон-сквер-гардене». Позже Чемберлен сказал, что это была одна из его любимых игр, но не самая. Своей самой любимой он считает ту, в которой он сделал 55 подборов в матче против своего многолетнего соперника Билла Рассела и установил рекорд НБА.
Эта игра также сильно повлияла на двух других её участников. Центровой «Никс» Даррелл Имхофф вошёл в историю как человек, позволивший Чемберлену набрать 100 очков, хотя он отыграл всего 20 минут и был заменён в четвёртой четверти из-за перебора фолов. Эта игра также вписала в историю запасного игрока «Уорриорз» Джо Раклика, который отдал пас Чемберлену для его сотого очка. Через 10 лет после игры, газета New York Times взяла интервью у Раклика и выяснила, что он называет себя «ходячим комментарием» к одному из наиболее великих моментов в баскетболе. Игра также подарила одну из самых известных фотографий Чемберлена, где он сидит на скамейке и держит лист, на котором написано 100. Эта фотография стала импровизацией: когда PR менеджер «Уорриорз» вошёл в раздевалку, он взял бумагу и написал на ней число, а фотограф Associated Press, присутствовавший на игре (не по профессиональным причинам, а по личным) сделал фотографию. Этот снимок называют «величайшей фотографией» Уилта Чемберлена.
В 1999 году баскетбольный мяч, которым Уилт набрал сотое очко, был выставлен на аукцион жителем Пенсильвании. По утверждению Раклика, это был не настоящий мяч, а настоящий Уилт отдал Эттлсу после игры, хотя последний не помнит об этом. В результате аукционный дом Leland не стал снимать его с торгов и продал за 551 841 доллар.
На начало сезона 2011/12 Уилт Чемберлен занимает четыре из пяти мест в списке баскетболистов, набравших больше всех очков в одном матче. Наиболее близко к рекорду Чемберлена смог подойти Коби Брайант, который 22 января 2006 года в игре против «Торонто Рэпторс» набрал 81 очко.